# Таула (Бакау)
Таула (рум. Taula) насеље је у Румунији у округу Бакау у општини Ончешти. Oпштина се налази на надморској висини од 293 m.

## Становништво
Према подацима из 2002. године у насељу је живело 72 становника, од којих су сви румунске националности.